# Arcane (serie animata)
Arcane, nota anche come Arcane: League of Legends, è una serie animata statunitense prodotta da Riot Games e Fortiche Production, ambientata nell'universo videoludico di League of Legends. Annunciata in occasione del decimo anniversario del gioco, la serie funge da prequel agli eventi di League of Legends, raccontando le origini di numerosi personaggi di Piltover e Zaun. Lo show è rivolto a un pubblico "16+" e molte testate giornalistiche hanno notato come faccia appello sia agli spettatori occasionali che non hanno mai giocato che ai fan di lunga data del videogame.
La serie ha ricevuto ampi consensi dalla critica, venendo elogiata per la miscela tra animazione disegnata a mano e CGI, la storia, il worldbuilding, i personaggi e il doppiaggio. Ha inoltre stabilito il record come serie più vista su Netflix ad una settimana dal suo debutto, classificandosi al primo posto nella Top 10 della piattaforma in 52 paesi, oltre a raggiungere la seconda posizione negli Stati Uniti. La critica l'ha inoltre acclamata come il miglior adattamento videoludico di tutti i tempi.

## Trama
In mezzo all'escalation di disordini tra l'avanzata e utopica città di Piltover e la squallida e repressa città sotterranea di Zaun, le sorelle Vi e Jinx si trovano su fronti opposti di una guerra per ideologie contorte e tecnologia arcana.

## Episodi
| Stagione         | Episodi | Pubblicazione USA | Pubblicazione Italia |
| ---------------- | ------- | ----------------- | -------------------- |
| Prima stagione   | 9       | 2021              | 2021                 |
| Seconda stagione | 9       | 2024              | 2024                 |

## Personaggi e doppiatori

### Principali
- Violet "Vi" (stagione 1-2), voce originale Hailee Steinfeld,[15] italiana Letizia Scifoni.[16]
- Powder / Jinx (stagione 1-2), voce originale Ella Purnell[15] (adulta) e Mia Sinclair Jenness (bambina), italiana Margherita De Risi[16] (adulta) e Chiara Fabiano (bambina).
- Jayce Talis (stagione 1-2), voce originale Kevin Alejandro,[15] italiana Emanuele Ruzza.[16]
- Caitlyn Kiramman (stagione 1-2), voce originale Katie Leung[15] (adulta) e Molly Harris (bambina), italiana Chiara Gioncardi.[16]
- Silco (stagione 1, ricorrente stagione 2), voce originale Jason Spisak, italiana Guido Di Naccio.[16]
- Viktor (stagione 1-2), voce originale Harry Lloyd[15] (adulto) e Edan Hayhurst (bambino), italiana Emiliano Coltorti.[16]
- Mel Medarda (stagione 1-2), voce originale Toks Olagundoye (adulta) e Imogen Faires (bambina), italiana Benedetta Degli Innocenti.[16]
- Vander / Warwick (stagione 1-2), voce originale JB Blanc,[15] italiana Massimo Bitossi.[16]
- Ekko (stagione 1-2), voce originale Reed Shannon (adulto) e Miles Brown (bambino), italiana Manuel Meli (adulto) e Alessio Aimone (bambino).
- Cecil B. Heimerdinger (stagione 2, ricorrente stagione 1), voce originale Mick Wingert,[15] italiana Stefano Brusa (parlato) e Davide Lepore (canto).
- Sevika (stagione 2, ricorrente stagione 1), voce originale Amirah Vann,[17] italiana Paola Majano.
- Ambessa Medarda (stagione 2, ricorrente stagione 1), voce originale Ellen Thomas,[17] italiana Antonella Giannini.
- Corin Reveck / Singed (stagione 2, ricorrente stagione 1), voce originale Brett Tucker,[17] italiana Vladimiro Conti.

### Ricorrenti

#### Introdotti nella prima stagione
- Marcus (stagione 1) voce originale Remy Hii, italiana Fabrizio Manfredi.
- Tobias Kiramman (stagione 1-2) voce originale Remy Hii, italiana Raffaele Palmieri (1ª voce), Emiliano Ragno (2ª voce)
- Cassandra Kiramman (stagione 1) voce originale Abigail Marlowe, italiana Monica Bertolotti.
- Mylo (stagione 1-2) voce originale Yuri Lowenthal,[15] italiana Alessandro Valeri.
- Claggor (stagione 1-2) voce originale Roger Craig Smith, italiana Lorenzo Crisci.
- Benzo (stagione 1-2) voce originale Fred Tatasciore, italiana Alessandro Ballico.
- Huck (stagione 1-2) voce originale Bill Lobley, italiana Raffaele Palmieri.
- Grayson (stagione 1) voce originale Shohreh Aghdashloo,[15] italiana Graziella Polesinanti.
- Deckard (stagione 1) voce originale Josh Keaton, italiana Gianluca Cortesi.
- Babette (stagione 1-2) voce originale Mira Furlan, italiana Cinzia De Carolis.
- Irius Bolbok (stagione 1) voce originale JB Blanc, italiana Carlo Scipioni.
- Shoola (stagione 1-2) voce originale Mara Junot, italiana Rachele Paolelli.
- Allira Salo[18] (stagione 1-2) voce originale Josh Keaton, italiana Luigi Morville.
- Torman Hoskel (stagione 1) voce originale Dave B. Mitchell, italiana Gianni Giuliano.
- Ximena Talis (stagione 1-2) voce originale Krizia Bajos, italiana Michela Alborghetti.
- Finn (stagione 1) voce originale Miyavi, italiana Alberto Bognanni.
- Renni (stagione 1-2) voce originale Abigail Marlowe, italiana Valentina De Marchi.
- Smeech (stagione 1-2) voce originale Lenny Citrano, italiana Luca Graziani.
- Chross (stagione 1-2) voce originale Lex Lang, italiana Roberto Fidecaro.
- Margot (stagione 1-2) voce originale Kimberly Brooks, italiana Federica Russello.
- Elora (stagione 1-2) voce originale Erica Lindbeck, italiana Mattea Serpelloni.
- Sky Young (stagione 1-2) voce originale Kimberly Brooks, italiana Monica Migliori.
- Rictus (stagione 1-2) voce originale Stewart Scudamore, italiana Stefano Thermes.
- Scar (stagione 1-2) voce originale Robbie Daymond, italiana Alessandro Vanni.
- Amara (stagione 1-2) voce originale Salli Saffioti, italiana Cristina Piras.

#### Introdotti nella seconda stagione
- Maddie Nolan (stagione 2) voce originale Katy Townsend, italiana Sara Crestini.
- Loris (stagione 2) voce originale Earl Baylon, italiana Luca Violini.
- Isha (stagione 2) voce originale Lucy Lowe.
- Lest (stagione 2) voce originale Eve Lindley, italiana Leonardo Graziano.
- Felicia (stagione 2) voce originale Jeannie Tirado, italiana Serena Sigismondo.
- Kino Medarda (stagione 2) voce originale Keston John, italiana Andrea Lavagnino.
- LeBlanc (stagione 2) voce originale Minnie Driver, italiana Emanuela Baroni.
- Gert (stagione 2) voce originale Ashley Holliday, italiana Beatrice Manfredi.

## Produzione
Il CEO di Riot Games Nicolo Laurent ha dichiarato che ci sono voluti sei anni per realizzare la prima stagione di Arcane. La produzione della serie differiva dalla prassi standard del settore. L'idea per Arcane venne per la prima volta da Christian Linke nel 2015 dopo che Riot aveva cominciato ad addentrarsi in altri media per aiutare a rafforzare le connessioni che i giocatori avevano con la loro IP, come trailer cinematografici e video musicali. Fino ad allora tuttavia, nessuno dei suddetti contenuti promozionali aveva alcun dialogo. In seguito, anziché trovare un nuovo studio di animazione specializzato in programmi televisivi, Riot decise di continuare la sua partnership con Fortiche, già produttrice dei loro video musicali. Riot ha inoltre puntato sul mercato dell'animazione "per adulti" invece che su quelli più consolidati per adattamenti di videogiochi in animazione televisiva.
Arcane è stata annunciata per la prima volta nel 2019 durante la celebrazione del decimo anniversario di League of Legends, ed è ambientato nell'universo narrativo del videogioco. A settembre 2021, è stato annunciato che Hailee Steinfeld, Ella Purnell, Kevin Alejandro, Katie Leung, Jason Spisak, Toks Olagundoye, JB Blanc e Harry Lloyd avrebbero fatto parte del cast vocale.
Il 20 novembre 2021, a seguito della conclusione della prima stagione, Riot Games e Netflix hanno annunciato una seconda stagione la cui uscita è prevista per dopo il 2022. Il 1º settembre 2023 Riot Games ha ufficialmente comunicato che la seconda stagione sarebbe uscita nel quarto trimestre del 2024, ovvero tra ottobre e dicembre, mentre a inizio gennaio, Netflix ha annunciato la data d'uscita per novembre. Nel giugno 2024 è stato annunciato che la seconda stagione dello show sarebbe stata l'ultima. Il budget combinato delle due stagioni è stimato sui 250 milioni di dollari, sebbene il produttore esecutivo e co-fondatore di Riot Games Mark Merrill abbia contestato tale cifra, affermando in un'intervista con io9 che «il margine di 250 milioni di dollari non è nemmeno lontanamente accurato perché include le spese di marketing. Il budget di creazione effettivo è significativamente inferiore... vi darò un intervallo approssimativo. È a metà tra il 60 e il 75% di quella stima».

## Colonna sonora
Il 20 novembre 2021 è stata pubblicata digitalmente la colonna sonora della prima stagione della serie animata.
1. Playground – 3:50 (Bea Miller)
2. Our Love – 3:38 (Curtis Harding)
3. Goodbye – 3:51 (Ramsey)
4. Dirty Little Animals – 3:25 (BONES UK)
5. Enemy – 2:53 (Imagine Dragons, J.I.D)
6. Guns for Hire – 3:46 (Woodkid)
7. Misfit Toys – 3:09 (Pusha T, Mako)
8. Dynasties and Dystopia – 2:58 (Denzel Curry, Gizzle, Bren Joy)
9. Snakes – 2:41 (PVRIS, Miyavi[33])
10. When Everything Went Wrong – 3:13 (Fantastic Negrito)
11. What Could Have Been – 3:33 (Sting, Ray Chen)

In Cina, la serie ha una sigla d'apertura diversa, "孤勇者" (Gu Yong Zhe) eseguita da Eason Chan.
La colonna sonora della seconda stagione è uscita il 23 novembre 2024.
1. Heavy Is the Crown – 2:48 (Linkin Park)
2. I Can't Hear It Now – 2:42 (Freya Ridings)
3. Sucker – 3:45 (Marcus King)
4. Renegade (We Never Run) – 2:42 (Stefflon Don, Raja Kumari, Jarina De Marco)
5. Hellfire – 2:45 (Fever 333)
6. To Ashes And Blood – 4:06 (Woodkid)
7. Paint The Town Blue – 1:56 (Ashnikko)
8. Remember Me (Intro) – 1:41 (d4vd)
9. Remember Me – 2:03 (d4vd)
10. Cocktail Molotov – 2:29 (ZAND)
11. What Have They Done To Us – 2:00 (Mako, Grey)
12. Rebel Heart – 2:52 (Djerv)
13. The Beast – 3:51 (Misha Mansoor)
14. Spin The Wheel – 2:36 (Mick Wingert)
15. Ma meilleure ennemie – 2:28 (Stromae, Pomme)
16. Fantastic – 3:10 (King Princess)
17. The Line – 3:55 (Twenty One Pilots)
18. Blood Sweat & Tears – 4:20 (Sheryl Lee Ralph)
19. Come Play – 2:42 (Stray Kids, Young Miko, Tom Morello)
20. Wasteland – 2:42 (Royal & the Serpent)
21. Enemy – 3:07 (Imagine Dragons, J.I.D)

## Promozione
Riot Games ha promosso il lancio di Arcane attraverso degli eventi nei loro giochi, tra cui League of Legends, Legends of Runeterra, Teamfight Tactics, League of Legends: Wild Rift e Valorant come "RiotX Arcane". Ha inoltre lanciato collaborazioni promozionali con giochi non Riot quali PUBG mobile, Fortnite, e Among Us.
Il 6 novembre 2021, in occasione della première globale, Riot Games ha trasmesso in streaming il primo episodio su Twitch. Per la prima volta per una serie Netflix, alcuni creatori di contenuti hanno ricevuto l'autorizzazione a trasmettere in streaming i primi tre episodi della serie direttamente da Riot Games, che ha anche permesso agli spettatori di riscattare contenuti all'interno del gioco durante la première. Le ricompense erano incluse solo nei giochi League of Legends (Arcane Capsule), Wild Rift (emote "A Single Tear"), Teamfight Tactics (Gizmos & Gadgets Little Legends Egg), Legends of Runeterra (emote "Fascinating") e Valorant ("Fishbones" Gun Buddy). La première ha ricevuto 1,8 milioni di spettatori simultanei su Twitch.
Il 21 novembre, Netflix e Riot Games hanno collaborato con Secret Cinema per portare i giocatori direttamente nel mondo di Arcane con un'esperienza in prima persona a Los Angeles, California, dotata di "retroscena e missioni su misura che sfocano il confine tra pubblico e attori mentre i giocatori esplorano l'oscura e pericolosa città sotterranea e incontrano i suoi abitanti: lo strano, il sinistro e talvolta anche l'amichevole".

## Distribuzione
Originariamente prevista per l'uscita nel 2020, la serie è stata riprogrammata per l'anno successivo a causa della pandemia di COVID-19. La pubblicazione è avvenuta in simultanea il 6 novembre 2021 su Netflix e la piattaforma cinese Tencent Video, suddivisa in tre atti per un totale di nove episodi usciti a cadenza settimanale per tre settimane. La stessa modalità di distribuzione è stata applicata anche alla seconda stagione, distribuita tra il 9 e il 23 novembre 2024.

### Leak
Il 9 agosto 2024, Netflix ha rivelato che uno dei suoi fornitori per la post-produzione era stato compromesso, cosa che ha portato alla trapelazione online di svariati episodi di diversi titoli Netflix, tra cui tre episodi della seconda stagione di Arcane. L'evento è stato descritto da alcuni organi d'informazione come "il peggior leak anime di tutti i tempi". Il seguito è stato rivelato che ad aver subito la violazione della sicurezza era stata la società di doppiaggio e sottotitoli Iyuno. Netflix ha successivamente dichiarato che avrebbe preso provvedimenti contro i responsabili dell'accaduto e, il 21 novembre, la Corte distrettuale degli Stati Uniti per il distretto settentrionale della California ha emesso una citazione in giudizio, ordinando a Discord di fornire informazioni sull'utente che si era assunto la responsabilità del leak.

### Edizioni home video
Nel giugno 2024, è stato annunciato l'acquisto dei diritti home video di Arcane da parte di GKIDS. La copia digitale della prima stagione è stata distribuita il 24 settembre 2024, seguita dall'edizione Blu-ray 4K l'8 ottobre dello stesso anno, mentre a febbraio 2025 è stato annunciato il rilascio della seconda stagione più avanti nello stesso anno.

## Accoglienza

### Critica

#### Prima stagione
Il sito web di aggregazione di recensioni Rotten Tomatoes ha riportato una percentuale di gradimento per la prima stagione del 100% sulla base di 30 recensioni, con un voto media di 9.20 su 10. Il consenso critico del sito cita: «Arcane fa una prima impressione sensazionale, combinando uno spettacolare mix di animazione 2D e 3D con una storia emotivamente coinvolgente per fornire un adattamento videoludico che potrebbe diventare leggendario». La serie è in breve diventata il programma numero uno di Netflix nel novembre 2021.
Scrivendo per IGN, Rafael Motamayor ha definito la prima stagione di Arcane «un classico in divenire, e il chiodo nella bara della cosiddetta maledizione dei videogiochi». Ha sottolineato che lo show ha funzionato sia per i fan di League of Legends che per i nuovi arrivati, dichiarando che «le storie dei personaggi sono ciò che ti tiene intrigato episodio dopo episodio; la loro è solo la ciliegina sulla torta». Ha inoltre elogiato il cast vocale, in particolare le performance di Leung, Purnell, Aghdashloo e Steinfeld, definendo quella di quest'ultima l'interpretazione più eccezionale dello spettacolo. Lodando l'animazione, Motamayor ha definito la serie «l'opera d'animazione più sorprendente da Spider-Man - Un nuovo universo» paragonandola a Invincible in termini di struttura degli episodi, per poi concludere che Arcane «assesta un colpo mortale all'idea che i videogiochi non possano essere adattati magistralmente» e dandogli un voto di 10/10.
Andrew Webster di The Verge ha elogiato il "mondo fantasy-che-incontra-lo-steampunk" e come nessuna conoscenza pregressa di League of Legends fosse necessaria per comprendere appieno lo spettacolo. Nonostante abbia definito l'Atto 1 «un racconto fantasy abbastanza tipico» ne ha elogiato l'animazione, dicendo che «ogni fotogramma sembra una meravigliosa opera di concept art dipinta a mano; in movimento, non somiglia a niente che abbia mai visto» e che «inoltre è un mondo in cui sembra di aver vissuto ed è pienamente realizzato». Matt Cabral di Common Sense Media ha definito la prima stagione «visivamente sbalorditiva» dichiarando che «presenta il tipo di caratterizzazioni sfumate, una narrazione ponderata e una ricca costruzione del mondo tipicamente associata a film epici ad alto budget e per il grande schermo». Ha inoltre sottolineato l'unione tra fantasy, steampunk e fantascienza ponendo l'enfasi su come la storia dia «una nuova presa alla premessa pesantemente riciclata». Cabral ha concluso che gli spettatori non avrebbero avuto bisogno d'aver giocato o di conoscere il gioco per apprezzare la serie.
Rivedendo i primi quattro episodi della prima stagione, Tara Bennett di Paste ha apprezzato il modo in cui «[i creatori] hanno creato intenzionalmente un dramma animato per adulti che utilizza senza battere ciglio la violenza, un linguaggio forte e trame molto oscure quando necessario per rendere al meglio la risonanza delle vite del grande cast corale». Bennett ha paragonato favorevolmente la serie a Il Trono di Spade, Tenebre e ossa, Castlevania e BioShock. Era anche positiva riguardo «alle sfumature e ai sottili movimenti facciali» dell'animazione di Fortiche combinate con le esibizioni di Steinfeld, Jenness, Purnell e Spisak. Bennett ha definito Enemy degli Imagine Dragons «infettivo» e che lo show è «il nuovo punto di riferimento per ciò che si può fare quando si tratta di trasporre con successo universi videoludici degni di nota in un mezzo differente».
Forbes ha osservato che, pur non avendo raggiunto il primo posto negli Stati Uniti, Arcane ha ricevuto un'accoglienza significativamente più alta tra gli spettatori rispetto a molte altre serie originali Netflix e che lo spettacolo «cammina sul confine tra l'essere accogliente per i nuovi arrivati che non sanno assolutamente nulla del mondo di League of Legends, soddisfacendone anche i fan di lunga data» cosa che lo ha reso accessibile a molti spettatori.
La maggior parte degli articoli di recensioni considerano la serie uno dei migliori adattamenti di videogiochi mai realizzati.

#### Seconda stagione
Su Rotten Tomatoes, la seconda stagione ha ricevuto una percentuale di gradimento del 100% sulla base di 31 recensioni, con una valutazione media di 9 su 10. Il consenso critico del sito ha dichiarato: «Ampliata nella portata mentre si lancia verso la fine a un ritmo travolgente, la seconda e ultima stagione di Arcane è un finale estremamente soddisfacente per una saga epica». L'aggregatore di recensioni Metacritic, che utilizza una media ponderata, ha assegnato alla seconda stagione un punteggio di 86 su 100 basato su 7 critici, indicando "acclamazione universale".
In una recensione più critica per Reactor Magazine, Kathryn Porter ha scritto che «con Fortiche al timone dell'animazione, Arcane avrà sempre un aspetto incredibile, non importa quanto buona o cattiva sia la sceneggiatura» ma che sebbene «tutti arrivino dove dovrebbero entro la conclusione della serie [...] è il modo in cui raggiungono quelle conclusioni che sembra un po' vuoto sulla scia di una prima stagione di gran lunga superiore». Rafeal Motamayor di IGN ha ampiamente elogiato i primi due atti della stagione ma è stato invece più critico verso il terzo dichiarando che: «Retroattivamente fa sembrare carente l'intera seconda stagione, perché ciò che è stato impostato negli episodi precedenti viene ignorato o finisce per equivalere a molto poco». Anche Erik Kain ha criticato il ritmo della stagione, in particolare l'Atto I per i suoi dialoghi e l'assenza di Silco nella storia, definendo però l'Atto II come un "colpo di frusta narrativo".

## Riconoscimenti

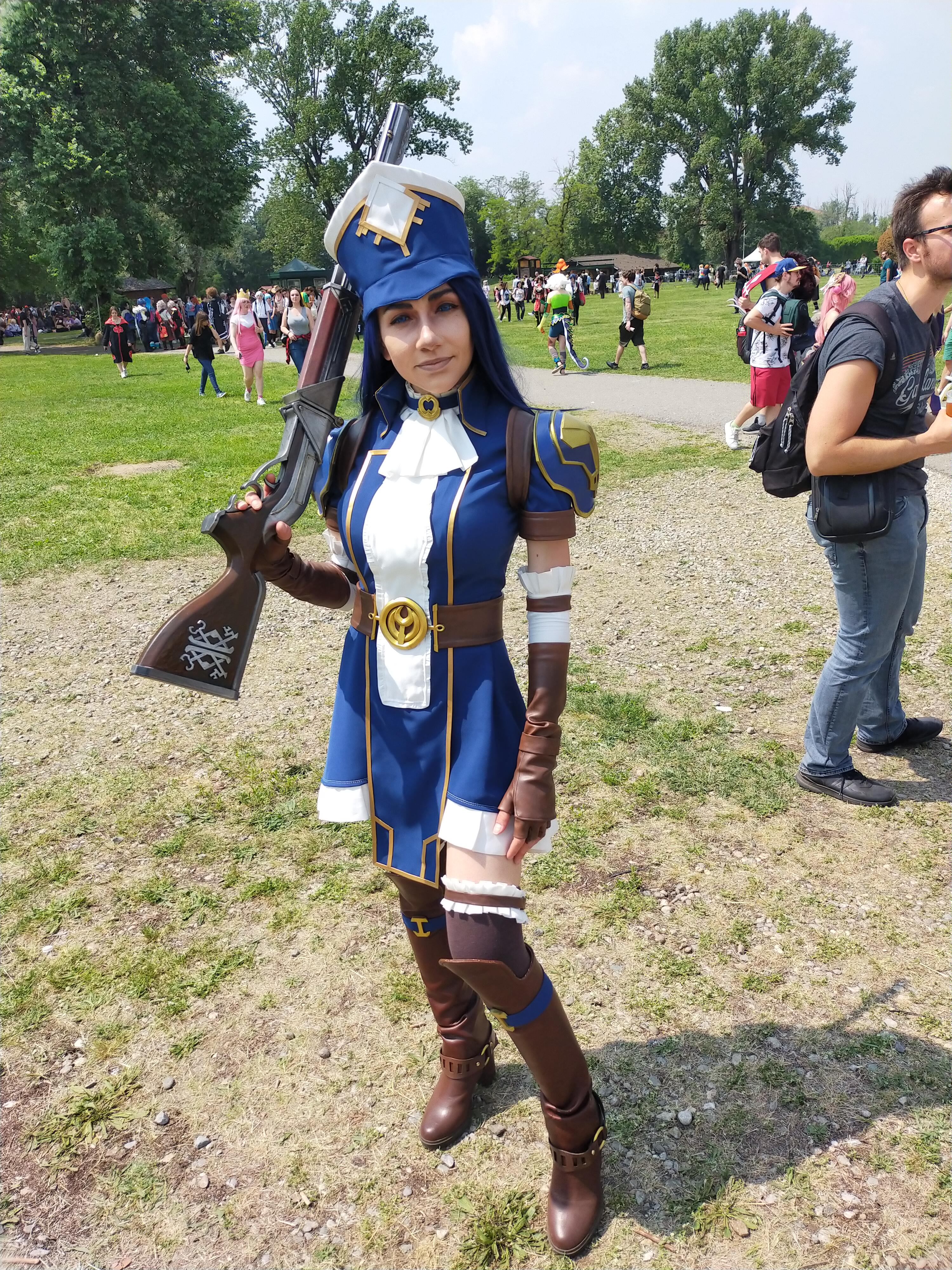
Cosplay di Caitlyn

Arcane è diventata la prima serie televisiva in streaming basata su un videogioco, nonché il primo adattamento videoludico a vincere sia gli Annie Award che i Primetime Emmy Awards, essendo la serie in streaming che ha vinto il maggior numero di premi dalle stesse nomination in un solo anno agli Annie, con un totale di nove, e la prima serie Netflix ad aver vinto il premio alla miglior serie animata. Arcane ha inoltre vinto il premio inaugurale alla categoria miglior adattamento ai Game Awards del 2022.
Segue la lista completa dei premi vinti e delle nomination ricevute.
- 2022 - Annie Award
  - Miglior produzione televisiva d'animazione generale[68]
  - Migliori effetti animati in una produzione televisiva d'animazione[68]
  - Miglior animazione dei personaggi in una produzione televisiva d'animazione[68]
  - Miglior character design in una produzione televisiva d'animazione[68]
  - Miglior regia in una produzione televisiva d'animazione[68]
  - Miglior scenografia in una produzione televisiva d'animazione[68]
  - Miglior storyboarding in una produzione televisiva d'animazione[68]
  - Miglior voce in una produzione televisiva d'animazione a Ella Purnell[68]
  - Miglior sceneggiatura in una produzione televisiva d'animazione[68]
- 2022 - Golden Reel Awards
  - Miglior montaggio sonoro in un'animazione non teatrale[69]
- 2022 - Advanced Imaging Society’s Lumiere Awards
  - Miglior serie animata a episodi[70]
- 2022 - British Film Editors Cut Above Awards
  - Miglior editing in una serie animata[71]
- 2022 - Festival internazionale del film d'animazione di Annecy
  - Candidato - Miglior produzione televisiva[72]
- 2022 - Premio Hugo
  - Candidato - Miglior rappresentazione drammatica, forma breve[73]
- 2022 - Billboard Music Awards
  - Candidato - Miglior colonna sonora[74]
- 2022 - Premio Emmy[75][76]
  - Miglior serie animata
  - Miglior realizzazione individuale nell'animazione a Anne-Laure To per l'episodio Il ragazzo salvatore
  - Miglior realizzazione individuale nell'animazione a Julien Georgel per l'episodio Buon Giorno del progresso!
  - Miglior realizzazione individuale nell'animazione a Bruno Couchinho per l'episodio Quando i muri crollano
  - Candidato - Miglior missaggio per una serie drammatica o commedia con episodi inferiori ai 30 minuti e d'animazione
- 2022 - Hollywood Critics Association TV Awards
  - Miglior serie animata o film per la televisione in streaming[77]
- 2022 - Dorian Awards
  - Candidato - Miglior serie animata[78]
- 2022 - Saturn Awards
  - Candidato - Miglior serie o film TV animato[79]
- 2022 - The Game Awards
  - Miglior adattamento[80]
- 2024 - The Game Awards
  - Candidato - Miglior adattamento[81]
- 2025 - Annie Award
  - Migliori effetti animati in una produzione televisiva d'animazione[82]
  - Miglior animazione dei personaggi in una produzione televisiva d'animazione[82]
  - Miglior regia in una produzione televisiva d'animazione[82]
  - Miglior montaggio in una produzione televisiva d'animazione[82]
  - Miglior colonna sonora in una produzione televisiva d'animazione[82]
  - Miglior scenografia in una produzione televisiva d'animazione[82]
  - Miglior storyboarding in una produzione televisiva d'animazione[82]
- 2025 - Golden Reel Awards
  - Candidato - Miglior montaggio sonoro in un'animazione non teatrale[83]

## Altri media

### Libri
- È stato pubblicato un artbook ufficiale della serie: The Art and Making of Arcane, scritto da Elisabeth Vincentelli e distribuito il 3 dicembre 2024.[18]
- Il 18 febbraio 2025 è stato pubblicato il romanzo prequel della serie Ambessa: Chosen of the Wolf, scritto da C. L. Clark ed incentrato sulle vicende della gioventù di Ambessa Medarda.[84][85]

### Web
- Riot ha aperto la stagione 2025 di League of Legends distribuendo, il 7 gennaio sul canale ufficiale YouTube, la cinematica "Benvenuti a Noxus" (Welcome to Noxus), animata da Fortiche ed incentrata sui personaggi di Darius, Elise, Katarina e Trundle, oltre a preannunciare l'introduzione di Mel come Campione giocabile e concludersi con un dialogo tra Vladimir e LeBlanc, nuovamente doppiata da Minnie Driver come nella serie;[86][87] scena in seguito proseguita nella cinematica "Un'oscura scommessa" (A Dark Gambit) rilasciata il 10 aprile.[88]

## Progetti futuri
Riot Games ha confermato di avere in sviluppo diversi spin-off di Arcane incentrati su altri personaggi del loro universo narrativo.